# 巴爾班薩山脈

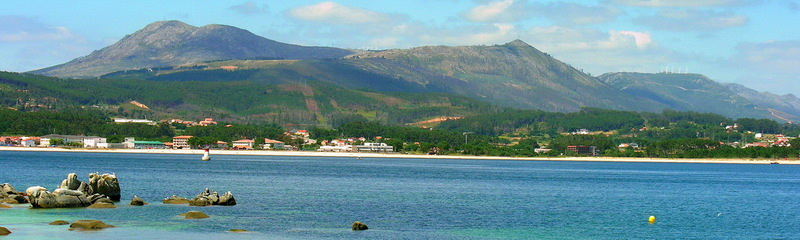

42°43′35″N 8°55′25″W / 42.726389°N 8.923611°W
巴爾班薩山脈（西班牙語：Sierra del Barbanza），是西班牙的山脈，位於該國西北部，處於拉科魯尼亞省，屬於加利西亞山脈的一部分，長5公里、寬2公里，海拔高度685米。